# Nati nel 1936/Febbraio
| Questa pagina contiene informazioni ricavate automaticamente dalle voci biografiche con l'ausilio del template Bio e di un bot. L'aggiornamento è periodico e automatico e ricostruisce completamente la pagina. Se manca una persona in questa lista, sei pregato di non aggiungerla, ma accertati piuttosto che la sua voce biografica contenga il template Bio e che i dati anagrafici siano correttamente compilati. Se il template Bio manca, inseriscilo tu stesso o, in alternativa, metti l'avviso {{tmp\|Bio}} che ne segnala la mancanza. Se i dati riportati sono sbagliati, correggi direttamente la voce biografica; le modifiche saranno visibili in questa lista entro pochi giorni. Per chiarimenti vedi il progetto biografie. La lista contiene solo le 176 persone che sono citate nell'enciclopedia e per le quali è stato implementato correttamente il template Bio. Pagina aggiornata al 10 giu 2025. |

- 1º febbraio - Gervasio Gestori, vescovo cattolico italiano († 2023)
- 1º febbraio - Serge Korber, regista e sceneggiatore francese († 2022)
- 1º febbraio - Tuncel Kurtiz, attore, sceneggiatore e regista turco († 2013)
- 1º febbraio - John Tilbury, pianista inglese
- 2 febbraio - Carlo Delle Piane, attore italiano († 2019)
- 2 febbraio - Fermo Favini, dirigente sportivo e calciatore italiano († 2019)
- 2 febbraio - Aïché Nana, ballerina e attrice turca († 2014)
- 2 febbraio - Metin Oktay, calciatore turco († 1991)
- 2 febbraio - Tony Ryan, imprenditore e manager irlandese († 2007)
- 2 febbraio - Arnold Squitieri, mafioso statunitense († 2022)
- 3 febbraio - Mongashti Amirian, sollevatore iraniano († 2021)
- 3 febbraio - James Bridges, regista, sceneggiatore e attore statunitense († 1993)
- 3 febbraio - Mariclare Costello, attrice statunitense
- 3 febbraio - Hans Hoffmeister, pallanuotista tedesco († 2016)
- 3 febbraio - Manfred Klieme, ex pistard tedesco
- 3 febbraio - Beppe Tenti, imprenditore, produttore televisivo e esploratore italiano
- 4 febbraio - Giorgio Biguzzi, vescovo cattolico italiano († 2024)
- 4 febbraio - Tony Blue, mezzofondista australiano († 2020)
- 4 febbraio - David Brenner, attore e umorista statunitense († 2014)
- 4 febbraio - Gary Conway, attore, sceneggiatore e imprenditore statunitense
- 4 febbraio - Anna Majani, imprenditrice e politica italiana († 2021)
- 4 febbraio - Claude Nobs, imprenditore svizzero († 2013)
- 4 febbraio - Kiyoko Ono, ginnasta giapponese († 2021)
- 4 febbraio - Antonio Siciliano, montatore italiano
- 5 febbraio - Paolo Farneti, saggista italiano († 1980)
- 5 febbraio - Arturo Gentili, calciatore italiano († 2021)
- 5 febbraio - Claude Giraud, attore e doppiatore francese († 2020)
- 5 febbraio - Michel Rousseau, pistard francese († 2016)
- 5 febbraio - Norma Thrower, ex ostacolista australiana
- 5 febbraio - June Tyson, cantante e violinista statunitense († 1992)
- 6 febbraio - Angela Bowen, danzatrice statunitense († 2018)
- 6 febbraio - Kent Douglas, hockeista su ghiaccio e allenatore di hockey su ghiaccio canadese († 2009)
- 6 febbraio - Bo Farrington, giocatore di football americano statunitense († 1964)
- 6 febbraio - Carlos Alberto Fernandes, ex tennista brasiliano
- 6 febbraio - Vittorio Ruglioni, pittore italiano († 2003)
- 6 febbraio - Itala Vivan, saggista e africanista italiana
- 7 febbraio - Giorgio Bettini, calciatore e allenatore di calcio italiano († 2020)
- 7 febbraio - Giovanni Bondaz, politico e dirigente d'azienda italiano
- 7 febbraio - Jas Gawronski, giornalista, scrittore e politico italiano
- 7 febbraio - Edward Jefferys, velocista sudafricano († 1998)
- 7 febbraio - Marino Klinger, calciatore colombiano († 1975)
- 7 febbraio - Giancarlo Migliavacca, calciatore italiano († 2018)
- 7 febbraio - Luis Santibáñez, allenatore di calcio cileno († 2008)
- 8 febbraio - Alfie Biggs, calciatore inglese († 2012)
- 8 febbraio - Donnie Butcher, cestista e allenatore di pallacanestro statunitense († 2012)
- 8 febbraio - Antonio Congiu, allenatore di calcio e ex calciatore italiano
- 8 febbraio - Rogelio Guerra, attore e doppiatore messicano († 2018)
- 8 febbraio - Marcella Mariani, attrice italiana († 1955)
- 9 febbraio - Giovanni Boria, psicologo e psicoterapeuta italiano
- 9 febbraio - Georg Maximilian Sterzinsky, cardinale e arcivescovo cattolico tedesco († 2011)
- 9 febbraio - Clive Swift, attore inglese († 2019)
- 9 febbraio - Elizabeth di Toro, politica, diplomatica e avvocato ugandese
- 9 febbraio - Nello Velucchi, ex ciclista su strada italiano
- 10 febbraio - Jean-Pierre Abraham, scrittore francese († 2003)
- 10 febbraio - Svetlana Alpers, storica dell'arte statunitense
- 10 febbraio - Giuliana Calandra, attrice italiana († 2018)
- 10 febbraio - Billy Goldenberg, compositore, arrangiatore e pianista statunitense († 2020)
- 10 febbraio - Abraham Lempel, informatico israeliano († 2023)
- 10 febbraio - Vincent Nsengiyumva, vescovo cattolico ruandese († 1994)
- 11 febbraio - Boo Ellis, cestista statunitense († 2010)
- 11 febbraio - Romano Frigieri, calciatore italiano († 2013)
- 11 febbraio - Burt Reynolds, attore statunitense († 2018)
- 12 febbraio - Joe Don Baker, attore statunitense († 2025)
- 12 febbraio - Fang Lizhi, fisico cinese († 2012)
- 12 febbraio - Manfred F. Fischer, storico dell'arte tedesco
- 12 febbraio - Toru Iwaya, artista e pittore giapponese
- 12 febbraio - Franco Luxardo, imprenditore, dirigente sportivo e ex schermidore italiano
- 12 febbraio - Héctor Omar Ramos, ex calciatore uruguaiano
- 12 febbraio - Martial Raysse, artista francese
- 12 febbraio - Paul Shenar, attore, regista teatrale e insegnante statunitense († 1989)
- 13 febbraio - Leamon King, velocista statunitense († 2001)
- 13 febbraio - Pavol Molnár, calciatore cecoslovacco († 2021)
- 14 febbraio - David Yonggi Cho, pastore protestante sudcoreano († 2021)
- 14 febbraio - Anna German, cantante polacca († 1982)
- 14 febbraio - Henri Maïdou, politico centrafricano
- 14 febbraio - Joan O'Brien, attrice e cantante statunitense († 2025)
- 14 febbraio - Andrew Prine, attore statunitense († 2022)
- 14 febbraio - Guido Scala, fumettista italiano († 2001)
- 15 febbraio - Jean-Gabriel Albicocco, regista francese († 2001)
- 15 febbraio - Ruy Pauletti, educatore e politico brasiliano († 2012)
- 15 febbraio - Norbert Samuelson, filosofo e teologo statunitense († 2022)
- 16 febbraio - Francesca Costa, ginnasta italiana († 1961)
- 16 febbraio - Joe Frank Harris, politico statunitense
- 16 febbraio - Carl Icahn, imprenditore statunitense
- 16 febbraio - Eliahu Inbal, direttore d'orchestra israeliano
- 16 febbraio - Jill Kinmont Boothe, sciatrice alpina statunitense († 2012)
- 16 febbraio - Julio Casas Regueiro, generale e politico cubano († 2011)
- 16 febbraio - Mauro Severino, regista e sceneggiatore italiano († 2022)
- 16 febbraio - Fernando Ezequiel Solanas, regista e politico argentino († 2020)
- 17 febbraio - Stacey Arceneaux, cestista statunitense († 2015)
- 17 febbraio - Reginald Bartholomew, diplomatico statunitense († 2012)
- 17 febbraio - Jim Brown, giocatore di football americano, attore e filantropo statunitense († 2023)
- 17 febbraio - Joe Haverty, calciatore irlandese († 2009)
- 17 febbraio - John Leyton, attore e cantante inglese
- 18 febbraio - Jean M. Auel, scrittrice statunitense
- 18 febbraio - Tonino Domenicali, ciclista su strada, pistard e dirigente sportivo italiano († 2002)
- 18 febbraio - Ian Hacking, filosofo canadese († 2023)
- 18 febbraio - Doris Hedberg, ex ginnasta svedese
- 18 febbraio - Philip Jones Griffiths, fotoreporter gallese († 2008)
- 18 febbraio - Ab McDonald, hockeista su ghiaccio canadese († 2018)
- 18 febbraio - Achille Tartaro, critico letterario italiano († 2008)
- 18 febbraio - Jozef Vengloš, calciatore e allenatore di calcio cecoslovacco († 2021)
- 18 febbraio - Ra'ad bin Zeid, principe giordano
- 19 febbraio - Massimo Catalano, musicista, trombettista e personaggio televisivo italiano († 2013)
- 19 febbraio - Renato Filippelli, poeta e saggista italiano († 2010)
- 19 febbraio - Josip Generalić, pittore croato († 2004)
- 19 febbraio - Dick Hanley, nuotatore statunitense († 2022)
- 19 febbraio - Giovanni Palombarini, magistrato e saggista italiano
- 19 febbraio - Claude Poher, ingegnere e ufologo francese
- 19 febbraio - Brad Steiger, scrittore, giornalista e ufologo statunitense († 2018)
- 20 febbraio - Antonio D'Acchille, pittore e scultore italiano
- 20 febbraio - Marj Dusay, attrice statunitense († 2020)
- 20 febbraio - Tudeviin Lkhamsüren, ex biatleta mongolo
- 20 febbraio - Shigeo Nagashima, dirigente sportivo e giocatore di baseball giapponese († 2025)
- 20 febbraio - Sergio Navarro, ex calciatore cileno
- 20 febbraio - Guido Sotriffer, scultore e pittore italiano († 1998)
- 20 febbraio - Mohamed Taki Abdoulkarim, politico comoriano († 1998)
- 20 febbraio - Janet Whitaker, politica britannica
- 21 febbraio - Alvaro Amici, cantautore e attore italiano († 2003)
- 21 febbraio - László Bárczay, scacchista ungherese († 2016)
- 21 febbraio - Janet Fookes, politica britannica
- 21 febbraio - Barbara Jordan, avvocata e politica statunitense († 1996)
- 21 febbraio - Michael O'Kennedy, politico irlandese († 2022)
- 21 febbraio - Gianni Siragusa, regista e sceneggiatore italiano († 2023)
- 21 febbraio - Orazio Svelto, fisico italiano
- 22 febbraio - John Michael Bishop, biologo statunitense
- 22 febbraio - Archie Dees, cestista statunitense († 2016)
- 22 febbraio - Karol Divín, pattinatore artistico su ghiaccio cecoslovacco († 2022)
- 22 febbraio - Péter Ilku, calciatore ungherese († 2005)
- 22 febbraio - Henny Moan, attrice norvegese († 2024)
- 22 febbraio - Kyōichi Sawada, fotografo giapponese († 1970)
- 22 febbraio - Dariusz Świerczewski, cestista polacco († 2005)
- 23 febbraio - Isabelle Ebanda, politica camerunese
- 23 febbraio - Federico Luppi, attore argentino († 2017)
- 23 febbraio - Roger Rivière, ciclista su strada e pistard francese († 1976)
- 23 febbraio - John Truscott, attore, costumista e scenografo australiano († 1993)
- 24 febbraio - Maria Luisa Doglio, critica letteraria e filologa italiana
- 24 febbraio - William Fulco, gesuita, linguista e glottoteta statunitense († 2021)
- 24 febbraio - Sadegh Ghotbzadeh, politico iraniano († 1982)
- 24 febbraio - Silvio Grassetti, pilota motociclistico italiano († 2018)
- 24 febbraio - Daryl Hine, poeta, traduttore e critico letterario canadese († 2012)
- 24 febbraio - Władysław Kowalski, attore polacco († 2017)
- 24 febbraio - Lance Reventlow, pilota automobilistico statunitense († 1972)
- 24 febbraio - Ali Salem, drammaturgo e scrittore egiziano († 2015)
- 25 febbraio - Emilio Giannelli, disegnatore e vignettista italiano
- 25 febbraio - Peter Hill-Wood, dirigente sportivo inglese († 2018)
- 25 febbraio - Richard Percudani, cestista e allenatore di pallacanestro statunitense († 2001)
- 25 febbraio - Jerry Reinsdorf, imprenditore e avvocato statunitense
- 25 febbraio - Norman Scribner, direttore d'orchestra, compositore e pianista statunitense († 2015)
- 26 febbraio - José Policarpo, cardinale e patriarca cattolico portoghese († 2014)
- 26 febbraio - Adem Demaçi, politico e scrittore kosovaro († 2018)
- 26 febbraio - Cyrus Faryar, chitarrista e compositore iraniano
- 26 febbraio - Bengt Frännfors, ex lottatore svedese
- 26 febbraio - Bent Løfqvist, calciatore danese († 2022)
- 26 febbraio - Brian Newbould, compositore, direttore d'orchestra e scrittore inglese
- 26 febbraio - Antonio Paradiso, scultore italiano
- 26 febbraio - Buddy Werner, sciatore alpino statunitense († 1964)
- 27 febbraio - Ron Barassi, giocatore di football australiano australiano († 2023)
- 27 febbraio - Nino Fiore, cantante italiano († 2003)
- 27 febbraio - Johannes Kaiser, velocista tedesco († 1996)
- 27 febbraio - Roger Michael Mahony, cardinale e arcivescovo cattolico statunitense
- 27 febbraio - Virginia Maskell, attrice britannica († 1968)
- 27 febbraio - Lloyd Sharrar, cestista statunitense († 1984)
- 28 febbraio - George Mihaljevic, calciatore e allenatore di calcio jugoslavo († 2023)
- 28 febbraio - Mario Nunzella, generale italiano
- 28 febbraio - Co Rentmeester, fotografo olandese
- 28 febbraio - James Weatherall, ammiraglio inglese († 2018)
- 29 febbraio - Aldo Berti, attore italiano († 2010)
- 29 febbraio - Jack Lousma, astronauta statunitense
- 29 febbraio - Aleksej Mamykin, allenatore di calcio e calciatore sovietico († 2011)
- 29 febbraio - Nh. Dini, scrittrice e attivista indonesiana († 2018)
- 29 febbraio - Willy Reitgassl, calciatore tedesco († 1988)
- 29 febbraio - Henri Richard, hockeista su ghiaccio canadese († 2020)
- 29 febbraio - Alex Rocco, attore statunitense († 2015)
- 29 febbraio - Kyösti Rousti, cestista finlandese († 2021)
- 29 febbraio - Marin Sorescu, poeta, drammaturgo e romanziere romeno († 1996)